# Гольдбах (Тюрингія)
Гольдбах (нім. Goldbach) — громада в Німеччині, розташована в землі Тюрингія. Входить до складу району Гота. Складова частина об'єднання громад Міттлерес-Нессеталь.
Площа — 12,15 км2. Населення становить Невірний параметр metadata 16 067 027 ос. (станом на 31 грудня 2021).

## Галерея

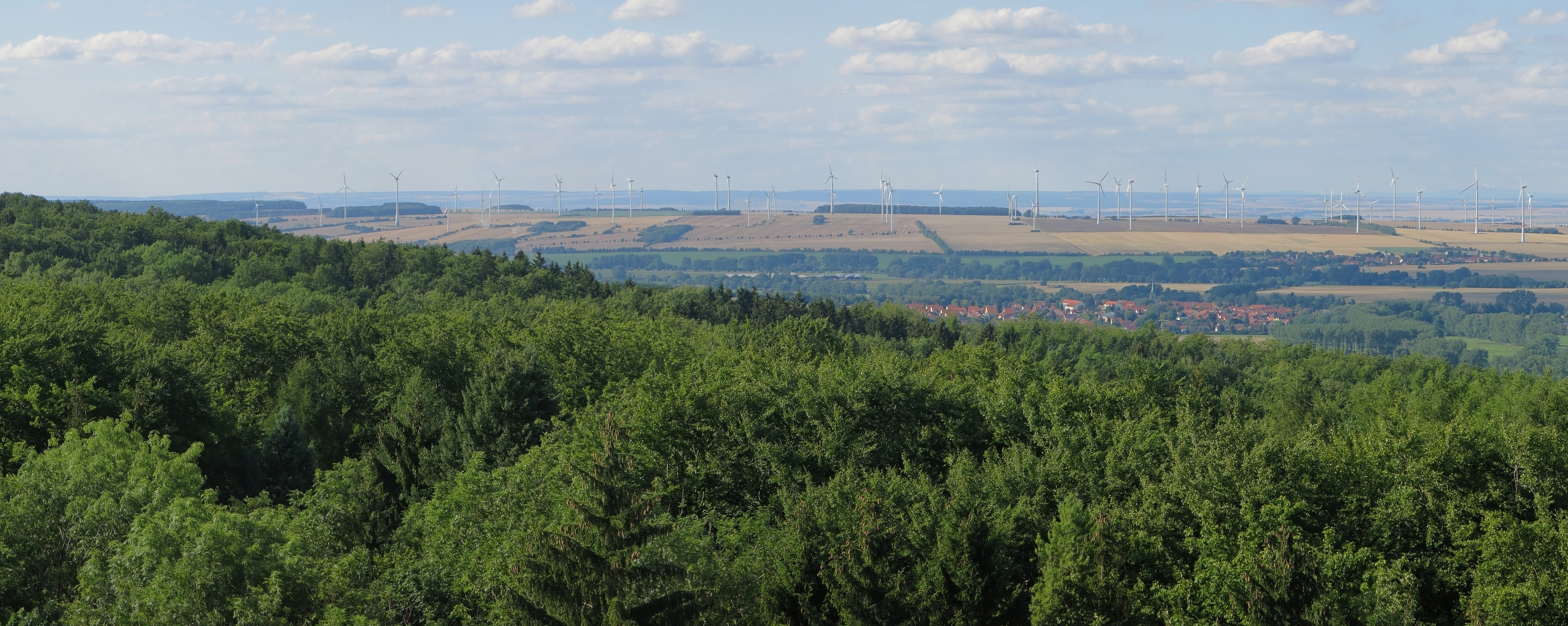